# Laguna de Judes
La Laguna de Judes es una laguna de origen kárstico, ubicada en la localidad soriana de Judes (España), término municipal de Arcos de Jalón. Corazón del espacio natural de Sabinares del Jalón. Se encuentra a una altitud aproximada de 1185 metros sobre el nivel medio del mar.
El entorno de esta gran laguna se encuentra rodeado de extensas formaciones forestales de sabina albar, muchas de ellas llegan hasta la misma orilla del humedal.
Está incluida en el Catálogo de Zonas Húmedas de Interés Especial de Castilla y León, con el número SO-31.